# Płaszczyzna (Koło)

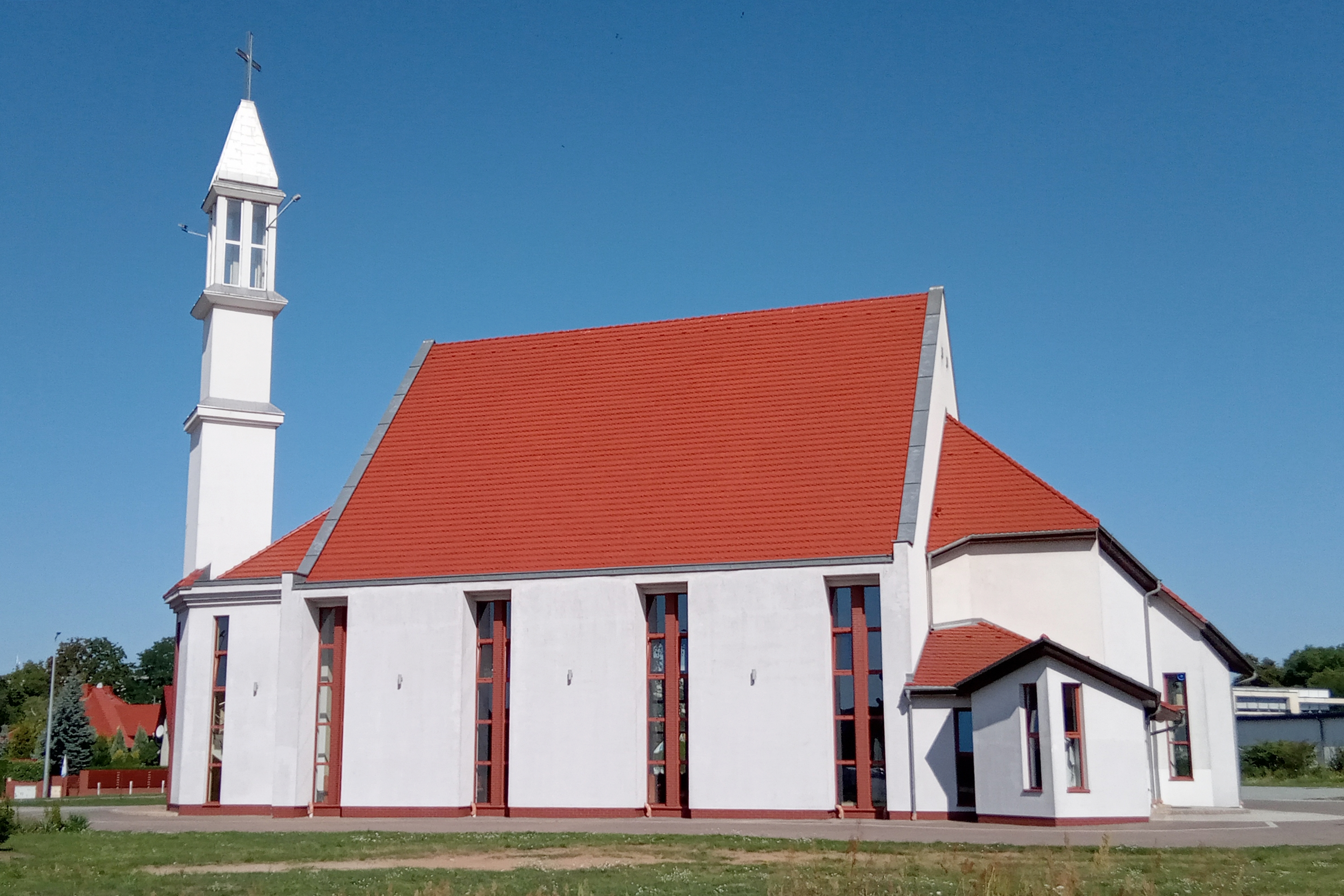
Kościół św. Bogumiła

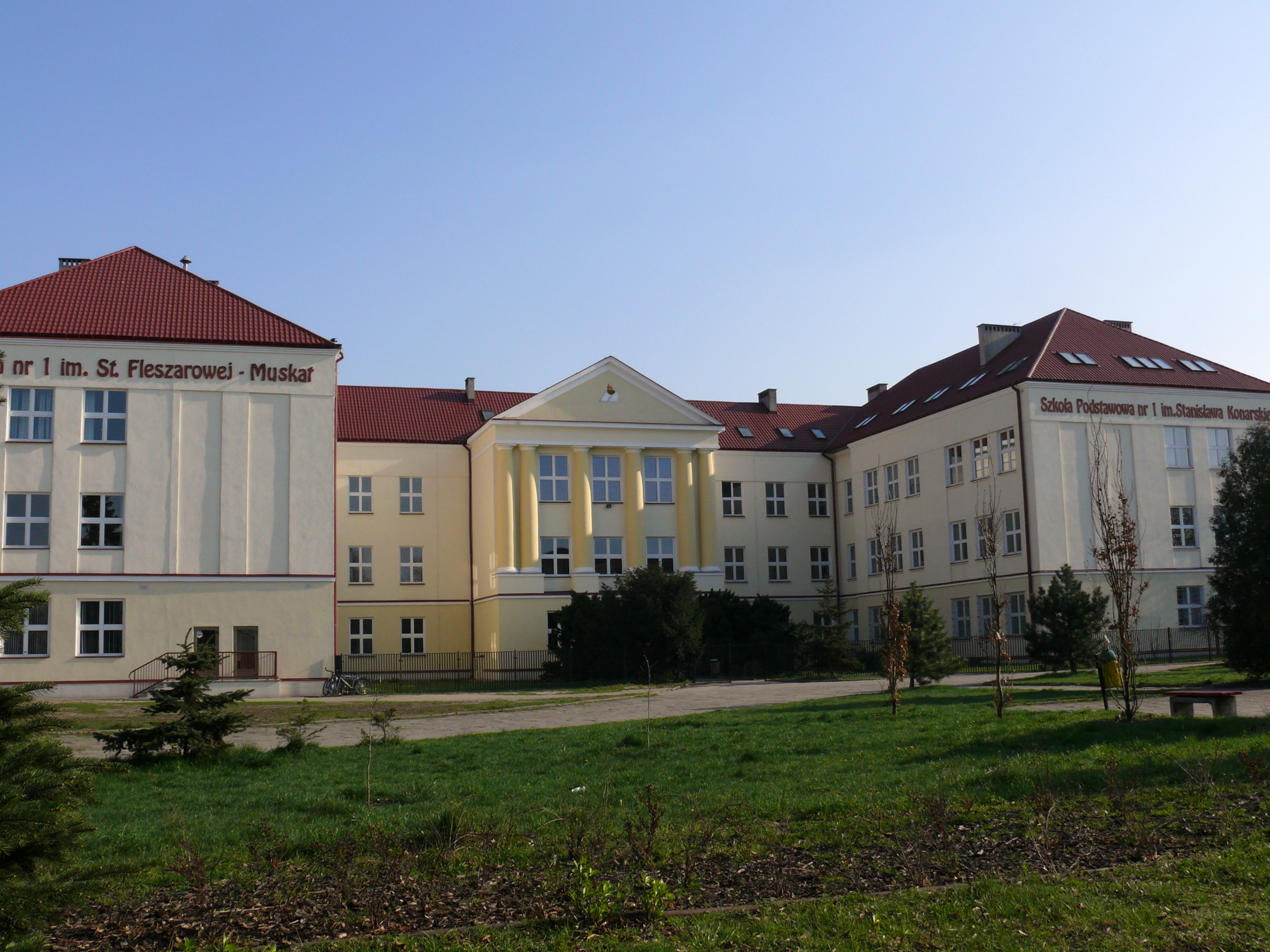
Budynek Szkoły Podstawowej nr 1 im. Stanisława Konarskiego

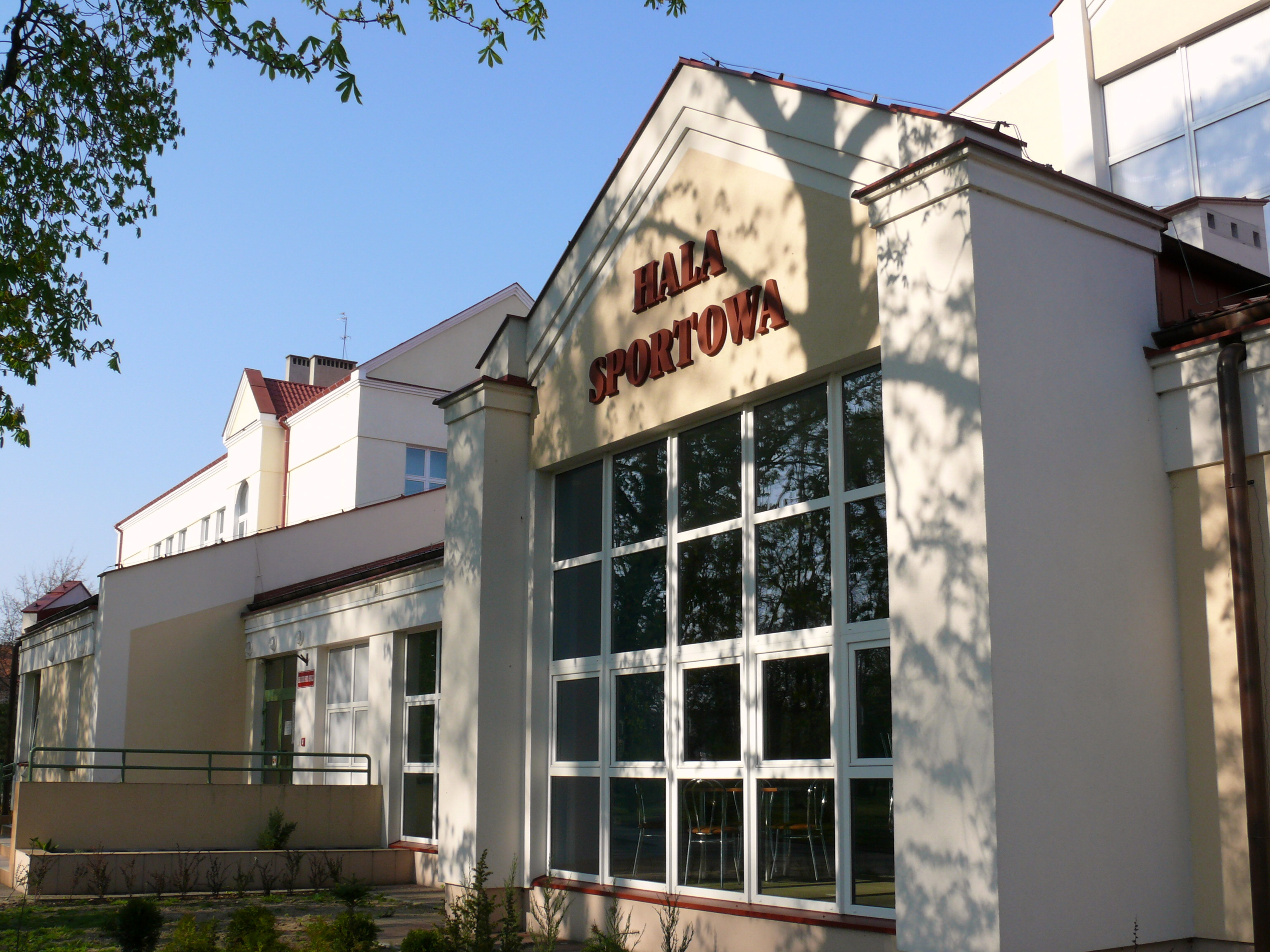
Hala sportowa im. Agaty Mróz-Olszewskiej

Osiedle Płaszczyzna w Kole – jedno z czterech osiedli w mieście, położone w jego wschodniej części, na prawym brzegu rzeki Warty. Zamieszkiwane przez 2070 mieszkańców (2004). Także część miasta według TERYT.

## Granice administracyjne
Granice osiedla wyznacza ulica Sienkiewicza (północną i zachodnią), rzeka Warta (południową) oraz granice administracyjne miasta Koła (wschodnią). Płaszczyzna graniczy z osiedlami Przedmieście Warszawskie oraz Stare Miasto, a także miejscowościami Powiercie-Kolonia, Leśnica i Chojny położonymi w gminie Koło oraz Ruszkowem Drugim położonym na terenie gminy Kościelec.
Administracyjnie osiedle położone jest na terenie trzech kolskich parafii rzymskokatolickich. Znaczny obszar przynależy do parafii Świętego Bogumiła, jedynie tereny położone po wschodniej stronie ul. Rawity-Witanowskiego należą do parafii Błogosławionych 108 Męczenników w Powierciu oraz położone tam fragmenty ulic Łąkowej i Żeromskiego - do parafii Podwyższenia Krzyża Świętego.

## Historia
Płaszczyzna początkowo była niewielką wsią położoną na prawym brzegu Warty nieopodal miasta Koła. Prawdopodobnie w XVII lub XVIII wieku została włączona w granice administracyjne miasta. W XIX wieku na skraju osiedla, przy ulicy Sienkiewicza rozpoczęto sadzenie dzisiejszego Parku im. Stanisława Moniuszki. W latach 20. XX wieku wybudowano obok potężny gmach Szkoły Podstawowej nr 1. Do wybuchu II wojny światowej między ulicami 3 Maja i Narutowicza znajdował się cmentarz żydowski. Swoje dzisiejsze znaczenie uzyskała po 1945 roku, kiedy na Placu Narutowicza rozpoczęto organizację targów (we wtorki i piątki) oraz jarmarków (w pierwszy czwartek miesiąca). W latach 1962–1970 realizowano budowę gmachu Miejskiego Domu Kultury przy ul. Słowackiego. Tuż obok - na miejscu dawnej żydowskiej nekropolii - powstał basen. Pływalnię zamknięto po jednym sezonie użytkowania. 
W 1992 roku z gmachu przy ul. Szkolnej wyprowadzono Liceum Ogólnokształcące, którego miejsce w 1999 roku zajęło Gimnazjum nr 1. W 1995 roku otwarto obwodnicę miasta, przebiegającą przez wschodnie krańce osiedla. 29 sierpnia 2003 roku bp włocławski Wiesław Mering wydzielił z parafii Podwyższenia Krzyża Świętego ośrodek duszpasterski obejmujący obszar Płaszczyzny. 5 października 2005 roku miała miejsce erekcja parafii Świętego Bogumiła, której świątynia parafialna wznoszona jest przy ul. Konopnickiej. 16 września 2007 roku nastąpiło otwarcie hali sportowej zlokalizowanej przy ul. Szkolnej, w sąsiedztwie Parku im. Stanisława Moniuszki. W 2009 roku oddano do użytku nowe boiska sportowe.

## Obiekty
W obrębie osiedla znajdują się m.in.:
- kościół św. Bogumiła
- Szkoła Podstawowa nr 1 im. Stanisława Konarskiego
- hala sportowa im. Agaty Mróz-Olszewskiej
- Miejski Dom Kultury
- cmentarz żydowski
- stacja hydrologiczno-meteorologiczna Instytutu Meteorologii i Gospodarki Wodnej

## Ulice
Osiedle Płaszczyzna obejmuje ulice:
| - 3 Maja - Krzysztofa Kamila Baczyńskiego - Brylantowa - Karola Buczka - Bursztynowa - Cegielniana - Czereśniowa - Józefa Chełmońskiego - Fryderyka Chopina - Marii Dąbrowskiej - Dąbska - Diamentowa - Stanisławy Fleszarowej-Muskat - Jana Kasprowicza - Jana Kochanowskiego - Hugona Kołłątaja - Stanisława Konarskiego - Marii Konopnickiej - Mikołaja Kopernika - Koralowa - Janusza Korczaka - Ignacego Krasickiego - Józefa Ignacego Kraszewskiego - Bolesława Leśmiana - Łąkowa | - Jana Matejki - Morelowa - Zofii Nałkowskiej - Gabriela Narutowicza - Cypriana Kamila Norwida - Opalowa - Władysława Orkana - Emilii Plater - Michała Rawity Witanowskiego - Mikołaja Reja - Stanisława Reymonta - Rubinowa - Henryka Sienkiewicza - Marii Skłodowskiej-Curie - Juliusza Słowackiego - Leopolda Staffa - Stanisława Staszica - Andrzeja Struga - Szafirowa - Szkolna - Szmaragdowa - Wiśniowa - Stanisława Wyspiańskiego - Gabrieli Zapolskiej - Stefana Żeromskiego |